# Otavalo
Otavalo – miasto w Ekwadorze, w prowincji Imbabura, stolica kantonu Otavalo.

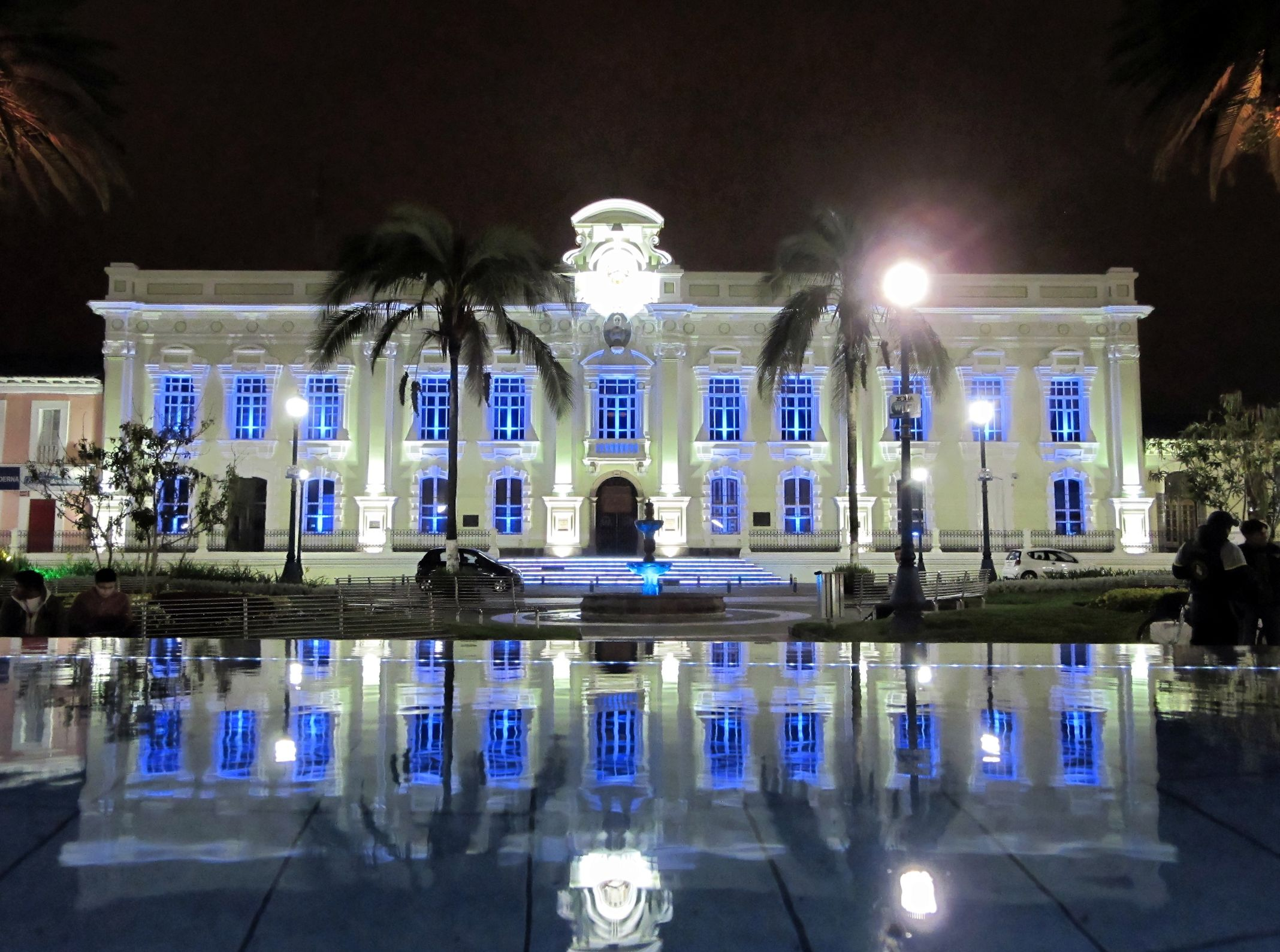
Urząd Miasta Otavalo

## Opis
Miasto zostało założone w 1534 roku. Przez miasto przebiega Droga Panamerykańska E25 i linia kolejowa.

## Atrakcje turystyczne
- Parque del Condor[1].
- Simón Bolivar Park[2].
- Museo Viviente Otavalango[3].